# Italo Tibaldi

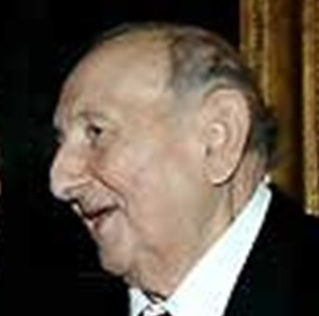
Italo Tibaldi

Italo Tibaldi (* 16. Mai 1927 in Pinerolo, Provinz Turin; † 13. Oktober 2010) war ein italienischer Überlebender der Konzentrationslager Mauthausen und Ebensee. Nach seiner Befreiung hat er sich der Forschung verschrieben und ein Buch über die Deportation von Italienern in die NS-Konzentrationslager veröffentlicht.

## Im Widerstand
Tibaldis Vater war Kavallerie-Offizier in der Reitschule Pinerolo. Infolge des Zerfalls des Heeres nach dem Sturz Mussolinis schloss sich der Vater einer Widerstandsgruppe an und Tibaldi wurde „automatisch“ Bote.

## Verhaftung und Deportation
Auf dem Weg nach Turin wurde er am 9. Januar 1944 von italienischen und wahrscheinlich auch Deutschen Beamten in Zivil verhaftet. Die Verhaftung erfolgte nach einer Denunzierung, wovon er aber erst nach der Heimkehr erfuhr. Tibaldi wurde ins Büro des SD bestellt, wo man ihn verhörte. Am Tag danach wurde er in die Justizanstalt von Turin gebracht.
Am Nachmittag des 13. Januars wurden Tibaldi und die restlichen Verhafteten zum Bahnhof „Porta Nuova“ gebracht, in versiegelte Güterwagen gesperrt und ins Konzentrationslager Mauthausen deportiert, welches sie am darauffolgenden Tag erreichten.

## Mauthausen und Überstellung nach Ebensee
Nach der Ankunft im Lager, welches sich auf einem Hügel befand, mussten sich die Deportierten entkleiden, woraufhin sie in die Duschen gedrängt, desinfiziert und unter Quarantäne gestellt wurden. Anschließend folgten die Ausgabe der Häftlingskleidung und die Registrierung. Tibaldi wurden die Häftlingsnummer 42307 und der rote Winkel für politische Deportierte zugewiesen. Die Häftlinge durften weder die Baracke verlassen, noch hatten sie Aufgaben außerhalb des Gebäudes.
Nach zweiwöchiger Quarantäne wurden Tibaldi und etwa 500 weitere Deportierte am 28. Januar 1944 ins Konzentrationslager Ebensee transferiert, welches sich in jener Zeit noch in Bau befand.

## Das Leben im KZ Ebensee
Auch Tibaldi trug zum Bau des Lagers bei, der Zweck des Arbeitseinsatzes der Häftlinge war aber ein anderer: Die Konstruktion eines riesigen Stollensystems, um die Entwicklung und die Produktion von V2-Raketen zu ermöglichen.
Zunächst wurde er einer Arbeit zugeteilt, die im Schneiden von Pflanzen bestand, später der Arbeit in den Stollen. Im Allgemeinen waren die Italiener im Lager nicht angesehen, weil „die Figur des Italieners eine kriegführende ist“. Aufgrund seines jungen Alters und seiner Aktivität als Partisan gelang es ihm, sich vor allem den russischen Gefangenen gegenüber Respekt zu verschaffen.
Gemeinsam mit anderen Italienern war Tibaldi außerdem Teil des Widerstandskomitees des Lagers, welches im Geheimen existierte.
Am 4. Mai 1945 – zwei Tage vor der Befreiung des Lagers durch amerikanische Truppen – forderte der Lagerkommandant die Deportierten auf, sich in die Stollen zu begeben, um sie zu beschützen. In Wirklichkeit jedoch wollten die SS-Männer die Anlage in die Luft sprengen und alle Häftlinge dabei töten. Jene verweigerten aber den Befehl und das Lagerpersonal flüchtete.

## Die Rückkehr nach Italien
Tibaldi wog noch 36 Kilogramm und wurde in das amerikanische Krankenhaus in Salzburg eingeliefert, welches in einer Kaserne eingerichtet worden war. In der Folge wurde er ins Militärkrankenhaus Bozen verlegt. Dort fand er jemanden, der ihn bis nach Mailand brachte. Schon in Mailand begann die erste schlimme Begegnung mit Angehörigen anderer Häftlinge, die nach dem Schicksal ihrer Söhne, Brüder etc. fragten.
Zu dieser schmerzhaften Erfahrung meinte Tibaldi: „… oder auch die Sache, einer Mutter zu erklären, dass du ihren Sohn in den Krematoriumsofen oder die Gaskammer gehen gesehen hast, wie soll man das machen?“
Mit einem Transport erreichte er schließlich Turin, wo er vom Italienischen Roten Kreuz aufgenommen wurde. Tibaldi – an Krätze erkrankt – gelang es, seine Mutter zu verständigen, die ihn anschließend auf einer kleinen Kutsche nach Hause brachte – es war bereits Ende Juni oder Mitte Juli.
Später nahm Tibaldi eine Tätigkeit als Vermessungstechniker für die Gemeinde Turin auf. Außerdem widmete er sich der Forschung und veröffentlichte eine wertvolle Arbeit über die Transporte von Italien in die nationalsozialistischen Konzentrationslager.

## Bibliografie
- Compagni di viaggio: dall'Italia ai Lager nazisti. I trasporti dei deportati (1943–1945), Mailand: FrancoAngeli 1994, ISBN 978-88-204-8270-1. (italienisch)